# ستيفن أنجيلو
ستيفن أنجيلو (بالإنجليزية: Steven Angelo)‏ هو سياسي أمريكي، ولد في 8 يونيو 1952. حزبياً، نشط في الحزب الديمقراطي. وقد انتخب عضو مجلس نواب ماساتشوستس.